# Jay Park
Jay Park (koreai nevén 박재범 Pak Csebom; Edmonds, Washington, 1987. április 25. –) dél-koreai származású amerikai énekes, rapper, b-boy, dalszerző, a seattle-i Art of Movement b-boy-csapat tagja. Park a JYP Entertainment által létrehozott 2PM fiúegyüttes vezéreként vált ismertté, 2009-ben azonban kivált az együttesből, egy MySpace-re írt, a média által szövegkörnyezetből kiragadott hozzászólása miatt kirobbant botrány következtében.
2010-ben tért vissza a nyilvánosság elé egy YouTube-ra feltöltött videóval, melyben B.o.B Nothin' on You című dalát dolgozta fel koreai nyelvű saját dalszöveggel. A videót 24 óra alatt több mint kétmilliószor tekintették meg. Júniusban az énekes visszatért Koreába, ahol szerződést írt alá a Sidus HQ ügynökség-kiadóval.
2011 áprilisában megjelent Take a Deeper Look című koreai középlemeze elnyerte a Golden Disk Awards nagydíját. 2012-ben kiadott New Breed című nagylemeze első helyen debütált a Kaon slágerlistáján, tíz nap alatt 80 000 példányban fogyott.

## Diszkográfia
Nagylemezek
- New Breed (2012)
- Evolution (2014)
- ₩orld ₩ide (2015)
- EVERYTHING YOU WANTED (2016)

## Fordítás
- Ez a szócikk részben vagy egészben  a   Jay Park című angol Wikipédia-szócikk ezen változatának fordításán alapul.  Az eredeti cikk szerkesztőit annak laptörténete sorolja fel. Ez a jelzés csupán a megfogalmazás eredetét és a szerzői jogokat jelzi, nem szolgál a cikkben szereplő információk forrásmegjelöléseként.